# تر-نوو، سن بارتلمی
تر-نوو (به فرانسوی: Terre-Neuve) یک منطقهٔ مسکونی در فرانسه است که در سن بارتلمی در کارائیب واقع شده‌است.